# Rambin
Rambin er en by og kommune i det nordøstlige Tyskland, beliggende under Landkreis Vorpommern-Rügen på øen Rügen. Landkreis Vorpommern-Rügen ligger i delstaten Mecklenburg-Vorpommern.
Rambin er beliggende ca. 12 km nordøst for Stralsund og ca. 18 km sydvest for Bergen auf Rügen. I nord grænser kommunen op til Kubitzer Bodden og Nationalpark Vorpommersche Boddenlandschaft.
Kommunen består af landsbyerne og bebyggelserne: Rambin, Kasselvitz, Giesendorf, Breesen, Gurvitz, Bessin, Götemitz, Drammendorf, Rothenkirchen, Sellentin og Neuendorf.